# Getúlio (film)
Getúlio è un film del 2014 diretto da João Jardim. È stato prodotto in occasione dei sessant'anni della morte del presidente Getúlio Vargas.

## Trama
Il film ripercorre l'intimità familiare degli ultimi 19 giorni di vita di Getúlio Vargas, presidente del Brasile, periodo in cui si è barricato nel palazzo Catete, mentre i suoi oppositori lo accusano di essere il mandante dell'attentato di Via Tonelero contro il giornalista Carlos Lacerda.

## Premi
Al Grande Prêmio do Cinema Brasileiro 2015 il film ha vinto tre premi: Tony Ramos come miglior attore protagonista; Tiago Marques come miglior direttore artistico e Martín Macias Trujillo come miglior truccatore.